# Beverly Hills Cop
Beverly Hills Cop és una pel·lícula estatunidenca del 1984 de comèdia, dirigida per Martin Brest i protagonitzada per Eddie Murphy. Fou nominada a un Òscar. La pel·lícula disparà en Murphy a la fama internacional, on es consolidà com un actor important. La pel·lícula guanyà el premi People's Choice Award a la categoria de la pel·lícula cinematogràfica preferida (1985) i fou nominada a un premi Globus d'Or a la Millor pel·lícula cinematogràfica - comèdia/musical (1985). La pel·lícula generà beneficis estimats en 234 milions de dòlars. S'ha subtitulat al català.

## Argument
N'Axel Foley, un policia de Detroit, rep una visita inesperada del seu antic company Mikey. En Mikey, després d'haver complert una condemna a la presó, va trobar treball amb el comerciant d'art Victor Maitland a Beverly Hills. El retrobament no dura pas gaire, ja que n'Axel és ferit i el seu amic Mikey assassinat per un desconegut.
Tot i que el seu superior li ho prohibeix, n'Axel Foley decideix anar-se'n a Beverly Hills per esbrinar-hi el motiu pel qual el seu amic va haver de morir. Demana vacances i fingeix voler visitar una vella amiga a Beverly Hills que dirigeix un estudi del comerciant d'art. Tanmateix, havent arribat a la costa, es troba amb dos companys de la policia de Califòrnia (en John Taggart i en William Rosewood), que tenen ordres de vigilar-lo durant la seva estada. Els dos policies es prenen la seva feina seriosament, però en Foley aconsegueix ensarronar-los contínuament i així ateny avançar amb les seves investigacions.
A l'aparent món perfecte dels rics, en Foley ateny esbrinar amb mètodes poc ortodoxos i molt de carisma que en Maitland resulta ésser una contrabandista i que en Mikey comptava amb mercaderies que li havia robat. Però no en tenia proves, i tot i que havia convençut també en Bogomil, en Taggart i en Rosewood, en Bogomil no es veia en condicions per investigar sense rebre ordres directes dels seus superiors. Abans que es puguin fer d'altres plans, en Foley és expulsat de la ciutat per mà del president de policia Hubbart per causar molèsties en espais públics.
Enmig del camí, sortint de la ciutat, en Foley convenç en Rosewood per cercar proves pel seu compte i queden en escorcollar juntament amb en Jenny un magatzem d'en Maitland. Quan en Foley i en Jenny descobreixen drogues a l'edifici són sorpresos pels homes d'en Maitland, que tanquen en Foley i es porten en Jenny a la villa. En Rosewood arriba a temps per alliberar en Foley del magatzem i amb en Tragget i d'altres policies se'n van a la villa, on aconsegueixen detenir l'assassí d'en Mikey i matar en Maitland.

## Repartiment
- Eddie Murphy: Axel Foley
- Lisa Eilbacher: Jenny Summers
- Steven Berkoff: Victor Maitland
- Judge Reinhold: Detectiu Billy Rosewood
- Ronny Cox: tinent Bogomil
- John Ashton: Sergent Taggart
- James Russo: Mikey Tandino
- Stephen Elliott: Cap Hubbard
- Paul Reiser: Jeffrey
- Jonathan Banks: Zack
- Gilbert R. Hill: Inspector Todd
- Bronson Pinchot: Serge